# Chotelek

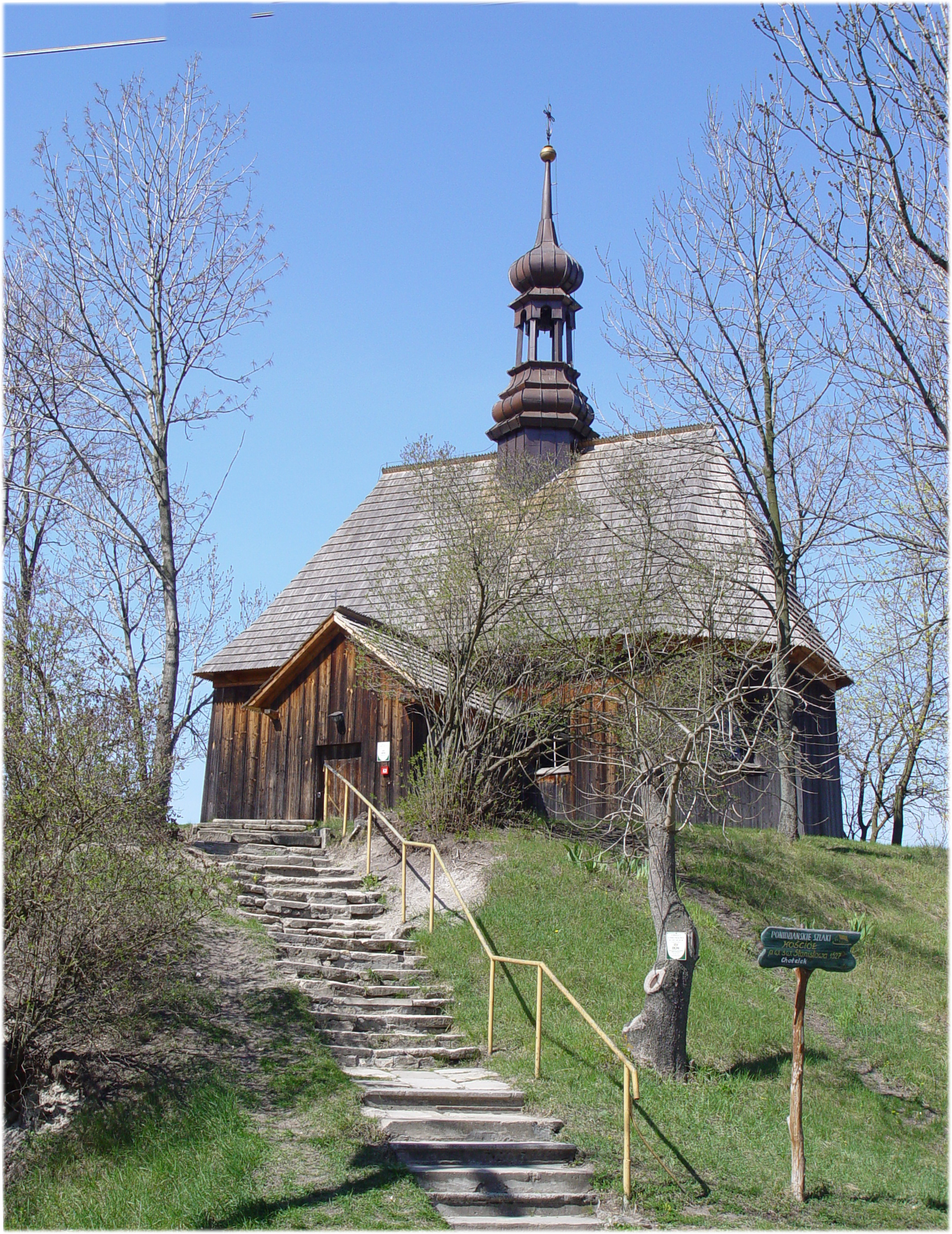
Kerk in Chotelek

Chotelek is een plaats in het Poolse district  Buski, woiwodschap Święty Krzyż. De plaats maakt deel uit van de gemeente Busko-Zdrój en telt 281 inwoners.